# Wolfgang Magnus Gebhard
Wolfgang Magnus Gebhard (〰 24. Mai 1683 in Nürnberg; ▭ 14. April 1755 ebenda) war ein deutscher Zeichner, Kupferstecher und Maler.

## Leben

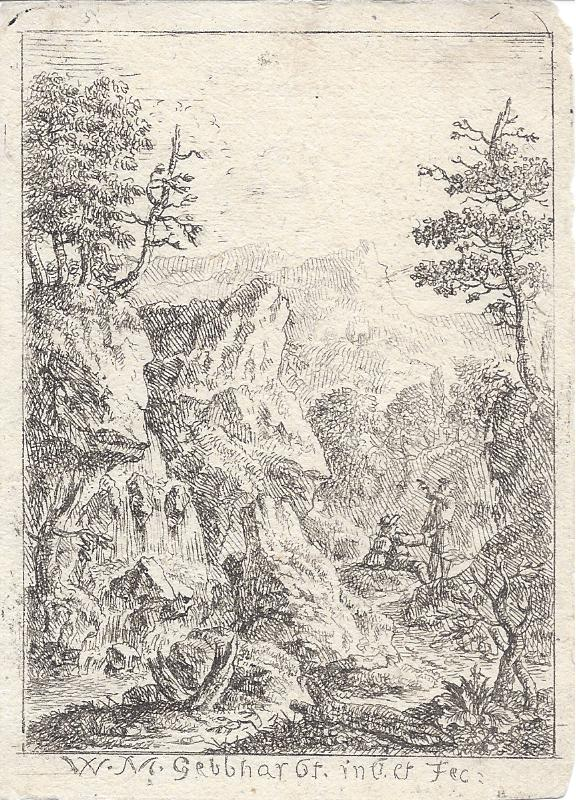
Wolfgang Magnus Gebhard: Zwei Reisende an einem Wasserfall

Wolfgang Magnus Gebhard wurde am 24. Mai 1683 als Nachkomme einer Nürnberger Künstlerfamilie getauft. Der Vater Johann Andreas Gebhard, die Brüder Jakob und Michael sowie der Sohn Gottfried wirkten in Nürnberg als Zeichner, Kupferstecher und Maler. 1712 bis 1714 absolvierte Wolfgang Magnus Gebhard eine Lehre zum Kupferätzer bei Martin Tyroll. Zwischen 1717 und 1750 fertigte Gebhard Zeichnungen und Kupferstiche und Gemälde. Vorwiegend stellte er Landschaften und Ruinen dar. Im April 1755 verstarb Gebhard in Nürnberg. Lediglich das Bestattungsdatum ist bekannt.
Gebhard veröffentlichte bei Johann Christoph Schmidthammer in Nürnberg 1739 eine Folge von acht Landschaftsradierungen. Dazu stach Gebard einige kleinformatige Landschaften. Die Kupferstiche Gebhards sind vergleichsweise selten. Füßli kannte 1808 lediglich sieben Blätter Gebhards, denen er eine flüchtige und rohe Machart vorwarf. Aus den Jahren 1717 bis 1719 sind mehrere nichtsignierte Kupferstiche nach Zeichnungen Gebhards erhalten, die den Sieg über die Türken bei Belgrad thematisieren. Vom 2. April 2011 bis zum 31. März 2012 wurde ein Kupferstich Gebhards in der Ausstellung „Die Kunst der Aufklärung“ im Chinesischen Nationalmuseum in Peking präsentiert.